# Ґомпа Дрофан Лінґ у Дарнкуві
Ґомпа Дрофан Лінґ Польської буддійської асоціації Хордонґ у Дарнкуві (пол. Gompa Drophan Ling Polskiego Związku Buddyjskiego Khordong w Darnkówie) — буддійський центр бутанських і тибетських традицій у Польщі. Ця ґомпа, збудована та оздоблена за традиційними бутанськими зразками, є єдиною спорудою такого типу в Польщі та однією з небагатьох у Європі.

## Історія
У 1995 році двоє членів санґхи подарували маєток площею 7 гектарів у Дарнкуві Чіме Ріґдзіну Рінпоче. Рінпоче передав маєток Польській буддійській асоціації Хордонґ з рекомендацією побудувати там буддійський храм і центр усамітнення, створивши таким чином місце, де розвиватимуться традиції Дзіанґтер і Хордонґ.
Через брак коштів ґомпа створювалася поступово, а релігійні церемонії спочатку відбувалися в місцевому санаторії. З 1997 року в Дарнкуві було започатковано традицію щорічного запалення 111 111 масляних лампадок в намірі за мир у всьому світі. У липні 1999 року в Дарнкуві відбулося святкування закладки наріжного каменю на місці майбутньої ґомпи.
Лише у квітні 2001 року розпочалося будівництво ґомпи у традиційному бутанському стилі. У 2007 році головний зал для медитацій був прикрашений традиційними буддійськими розписами, виконаними художниками з Бутану.
У ґомпі, окрім приміщень для релігійних відправ, є й інші важливі об'єкти інфраструктури: санітарний комплекс, гуртожиток, наметове містечко, додатковий кам'яний будинок та їдальня.
Нині ґомпу відвідали понад 300 осіб з усієї Європи, які приїхали, щоб практикувати медитацію разом з Майстром Рінпоче. У ґомпі проводяться регулярні курси з вчителями тибетського буддизму в рамках групових або індивідуальних практик. У ґомпі Дрофан Лінґ зберігають і публікують буддійські тексти, а також культивують тибетські традиції відповідно до вчення Падмасамбхави та традицій Хордонґа.